# Tenfold Loadstar
Tenfold Loadstar ist eine deutsche Indie-Pop-Band aus Hamburg, die 1999 gegründet wurde und derzeit aus drei Mitgliedern besteht. Die Band steht derzeit bei Normal Records unter Vertrag. Größere Aufmerksamkeit erlangte sie mit dem Titel Sun and Rain, der lange Zeit der Union Investment als Werbesong diente.

## Geschichte
Die Band Tenfold Loadstar wurde 1999 von Caro Garske (Gesang und Gitarre), Björn Matthias (Schlagzeug), der jedoch später die Band verließ, und Felix Wiesner (Gitarre, Gesang) gegründet. Die erste Demoaufnahme Acto überzeugte das Plattenlabel XXS Records, sodass sie einen Vertrag bekamen und nach Hamburg an die Elbe zogen. Dort produzierten sie u. a. zusammen mit Thies Mynther ihr erstes, gleichnamiges Album.
2004 produzierten sie mit Olaf Opal und Gregor Hennig ihr zweites Album Mellow Garden, das bei L’age d’or erschien. Nach diesem Album verließ Björn Matthias, der für das Schlagzeug zuständig war, laut der offiziellen Homepage aus privaten Gründen, die Band. Tenfold Loadstar holten sich für die 2004er-Tour mit Gundi Voigt (Gesang) und Lars Horl (Schlagzeug) Verstärkung. 2005 starteten Tenfold Loadstar ebenfalls noch einmal eine Tour, die den sinnigen Titel „Two women - one machine“ trug, denn die Tour wurde nur noch von Garske und Voigt durchgeführt, die von einer Drum Machine begleitet wurden.
Im Jahr 2006 entstand in Zusammenarbeit mit der Produzentin Peta Devlin das Album It’s Cold Outside and the Gnome Is You, das anders als seine Vorgänger ganz ohne elektronische Elemente auskommt und in der Presse als eine Mischung aus zartem Folk und elegischem Breitwand-Pop gefeiert wurde.
2007 stieg Gregor Hennig als Schlagzeuger bei Tenfold Loadstar ein.

## Diskografie
- 2001: Tenfold Loadstar (iXiXeS Records)
- 2004: Mellow Garden (L’age d’or)
- 2009: It’s Cold Outside and the Gnome Is You (Normal Records)